# Eugeniusz Szubert (podpułkownik)
Eugeniusz Szubert (ur. 25 grudnia 1897 w Żabnie, w pow. dąbrowskim, zm. 11 marca 1971) – podpułkownik saperów Wojska Polskiego.

## Życiorys
Uczęszczał do szkoły realnej w Tarnowie, którą ukończył w 1915. Następnie został powołany do służby wojskowej w armii austriackiej, początkowo w pułku piechoty nr 9 na froncie wołyńskim. Dwukrotnie był ranny. W 1916 przeszedł kurs oficerski, po ukończeniu którego w stopniu chorążego skierowano go do pułku piechoty nr 57 na froncie włoskim jako sekcyjnego pionierów, a następnie dowódcy odcinka miotaczy min. Jesienią 1917 dostał się do niewoli włoskiej.
W listopadzie 1918 wstąpił ochotniczo do polskich oddziałów tworzących się we Włoszech, które ostatecznie weszły w skład Armii Polskiej we Francji gen. Józefa Hallera. Po powrocie do Polski brał udział w wojnie z bolszewikami jako dowódca kolumny pontonowej, a następnie kompanii w 10 batalionie saperów 10 Dywizji Piechoty gen. Lucjana Żeligowskiego.
Po zakończeniu działań wojennych od 1922 służył na stanowisku dowódcy kompanii w 3 pułku Saperów Wileńskich, a od 1926 w 5 pułku saperów na stanowisku kwatermistrza. W latach 1927–1928 sprawował funkcję szefa referatu w Departamencie Inżynierii i Saperów Ministerstwa Spraw Wojskowych. 26 kwietnia 1928 został przeniesiony do Oficerskiej Szkoły Inżynierii w Warszawie na stanowisko kwatermistrza. Do 1931 był dowódcą kompanii szkolnej w Centrum Wyszkolenia Saperów w Modlinie, po czym został przeniesiony do Centrum Wyszkolenia Broni Pancernych w Warszawie na stanowisko wykładowcy. W 1933 objął funkcję oficera sztabu ds. wyszkolenia w 7 batalionie saperów, w którym po roku został zastępcą dowódcy. Pod koniec 1935 mianowano go dowódcą batalionu szkolnego w Szkole Podchorążych Rezerwy Saperów w ramach Centrum Wyszkolenia Saperów. W latach 1936–1939 był dowódcą 6 batalionu saperów w Brześciu nad Bugiem.
Podczas kampanii wrześniowej 1939 był dowódcą saperów Samodzielnej Grupy Operacyjnej „Polesie” gen. Franciszka Kleeberga. Dostał się do niewoli niemieckiej, przebywał między innymi w Oflagu IV C Colditz. W oflagach prowadził działalność konspiracyjną, organizując ucieczki i będąc współredaktorem pism obozowych. Po wyzwoleniu przez aliantów zorganizował z polskich jeńców wojskowych oddział, którego jednak nie uznali Amerykanie. W 1946 powrócił do Polski i zgłosił się do służby wojskowej, ale nie został przyjęty. Pracował w różnych przedsiębiorstwach budowlanych.

## Awanse
- porucznik - ze starszeństwem z dniem 01.06.1919[7][8]
- kapitan - 31 marca 1924 r. ze starszeństwem z dniem 1 lipca 1923 r. lok. 38[9].
- major - 28 marca 1935 r. ze starszeństwem z dniem 1 stycznia 1935 r. lok. 3[10]
- podpułkownik - ze starszeństwem z 19 marca 1939 i 9. lokatą w korpusie oficerów saperów, grupa liniowa[11]

## Ordery i odznaczenia
- Krzyż Walecznych (dwukrotnie)
- Złoty Krzyż Zasługi[12]
- Medal Zwycięstwa („Médaille Interalliée”)[13]